# 보우프군

돌니실롱스크주 지도에 표시된 보우프군의 위치

보우프군(폴란드어: powiat wołowski)은 폴란드 돌니실롱스크주에 위치한 군으로 군청 소재지는 보우프이며 면적은 675km2, 인구는 46,914명(2019년 6월 30일 기준), 인구 밀도는 70명/km2이다.
북쪽으로는 구라군, 동쪽으로는 트셰브니차군, 남쪽으로는 시로다군, 서쪽으로는 레그니차군, 루빈군과 접한다. 3개 지방 자치체(2개 도시형 농촌, 1개 농촌)를 관할한다.

군기
군 문장